# Pavel Svojanovský
Pavel Svojanovský   (Otrokovice, 12 d'agost de 1943 - districte de Havlíčkův Brod, 31 de març de 2024) fou un remer txec que va competir sota bandera txecoslovaca durant les dècades de 1960 i 1970.
El 1968 va prendre part en els Jocs Olímpics d'Estiu de Ciutat de Mèxic, on fou cinquè en la prova del vuit amb timoner del programa de rem. Quatre anys més tard, als Jocs de Múnic, guanyà la medalla de plata en la prova del dos amb timoner. Formà equip amb el seu germà Oldrich Svojanovsky i Vladimir Petricek. El 1976, a Montreal, disputà els seus tercers, i darrers, Jocs Olímpics. En ells guanyà la medalla de bronze en la prova del dos amb timoner del programa de rem. Formà equip amb el seu germà Oldrich Svojanovsky i Ludvik Vebr.
En el seu palmarès també destaca una medalla de bronze en el Campionat del Món de rem de 1974 i dues medalles en Campionat d'Europa de rem, d'or el 1969 i de plata el 1971, sempre en el dos amb timoner.